# 尼克尔森陨石坑
尼克尔森陨石坑（Nicholson）是月球正面西侧边沿一座位于鲁克山脉东南山区中的年轻大撞击坑，约形成于32-11亿年前的爱拉托逊纪，其名称取自美国天文学家塞思·尼科尔森（1891年-1963年），1970年被国际天文学联合会批准接受。

## 描述

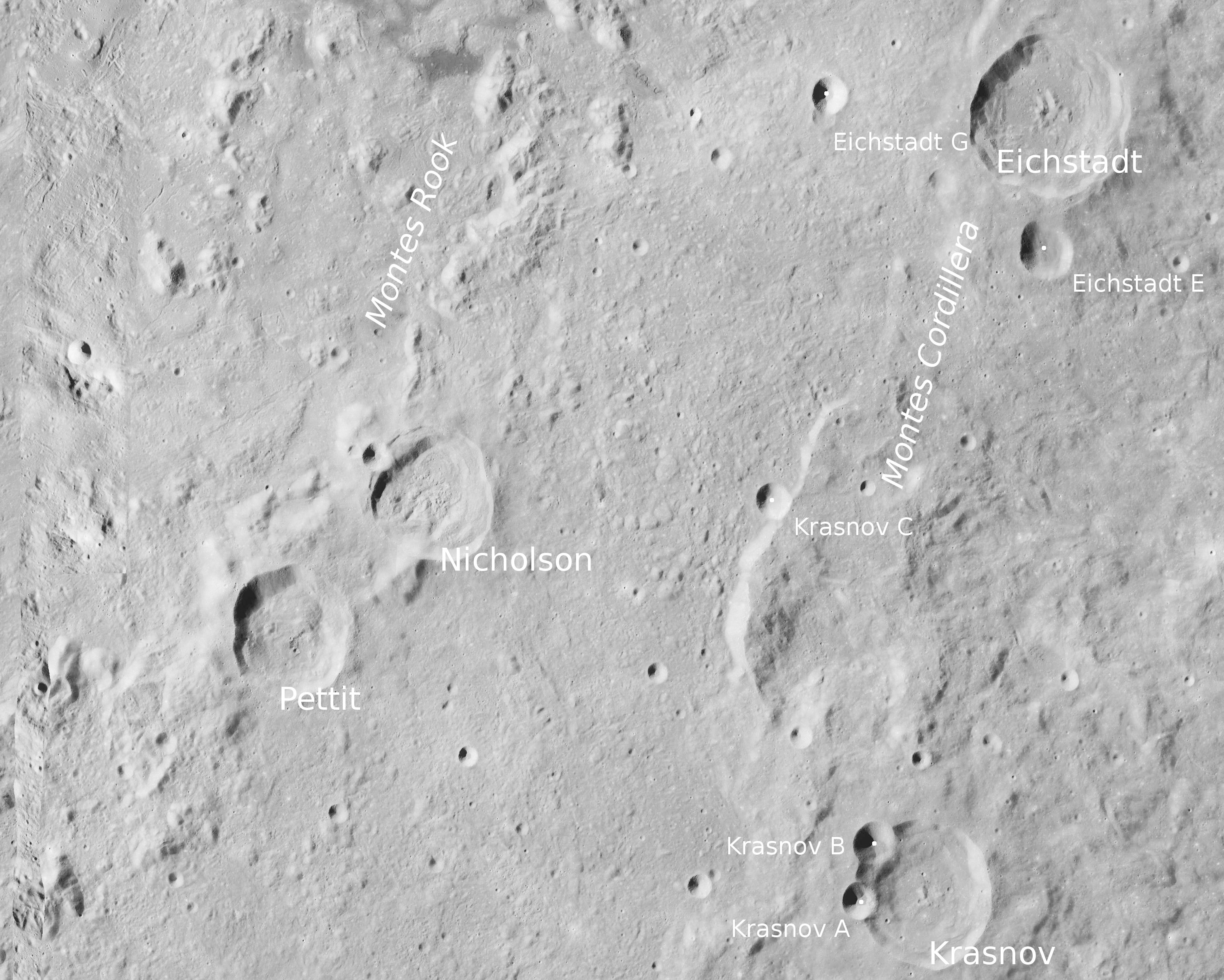
尼克尔森陨石坑的周边， 月球勘测轨道飞行器拍摄。

该陨坑西南靠近佩蒂特陨石坑、东北侧毗邻埃赫施塔特陨石坑、克拉斯诺夫陨石坑位于它的东南、东北坐落了东方海，而它的东侧则环绕着巨大的科迪勒拉山脉。该陨坑中心月面坐标为26°13′S 85°13′W / 26.22°S 85.21°W，直径38.1公里，深度3.57公里。
尼克尔森陨石坑的轮廓外观不太规则，大致呈梨形状。由于它坐落在崎岖的山区地形中，其坑壁显得嶙峋不齐，但陨坑几乎未曾受到侵蚀，坑沿仍较为尖峭清晰，内侧壁带有阶地状结构，其中南侧内壁，尤其是东南侧较平缓，而北侧壁极为陡峭。坑壁高出周边地形1010米，内部容积约1100立方千米。碗状的坑底崎岖不平，地表上无明显的撞击坑，但散布有众多的小山丘，中心点偏南分布着一道小山脊。
火星上的门农区也有一座以赛斯·巴恩斯·尼克尔森之名命名的同名撞击坑。

## 另请参阅
- Andersson, L. E.; Whitaker, E. A. . NASA RP-1097. 1982.
- Blue, Jennifer. . USGS. July 25, 2007  [2007-08-05]. （原始内容存档于2018-12-25）.
- Bussey, B.; Spudis, P. . New York: Cambridge University Press. 2004. ISBN 978-0-521-81528-4.
- Cocks, Elijah E.; Cocks, Josiah C. . Tudor Publishers. 1995. ISBN 978-0-936389-27-1.
- McDowell, Jonathan. . Jonathan's Space Report. July 15, 2007  [2007-10-24]. （原始内容存档于2018-12-25）.
- Menzel, D. H.; Minnaert, M.; Levin, B.; Dollfus, A.; Bell, B. . Space Science Reviews. 1971, 12 (2): 136–186. Bibcode:1971SSRv...12..136M. doi:10.1007/BF00171763.
- Moore, Patrick. . Sterling Publishing Co. 2001. ISBN 978-0-304-35469-6.
- Price, Fred W. . Cambridge University Press. 1988. ISBN 978-0-521-33500-3.
- Rükl, Antonín. . Kalmbach Books. 1990. ISBN 978-0-913135-17-4.
- Webb, Rev. T. W.  6th revised. Dover. 1962. ISBN 978-0-486-20917-3.
- Whitaker, Ewen A. . Cambridge University Press. 1999. ISBN 978-0-521-62248-6.
- Wlasuk, Peter T. . Springer. 2000. ISBN 978-1-85233-193-1.